# 上流域地方
上流域地方(フランス語：Hauts-Bassins)はブルキナファソ西部の地方。
2013年の人口は約183.7万人。
中心都市はボボ・ディウラッソ。

## 行政区画
| 県           | 県都               | 2006年の人口 |
| ------------ | ------------------ | ------------ |
| ケネドゥグ県 | オロダラ           | 283,463      |
| トゥイ県     | フンデ             | 224,159      |
| フエ県       | ボボ・ディウラッソ | 902,662      |

## 地理

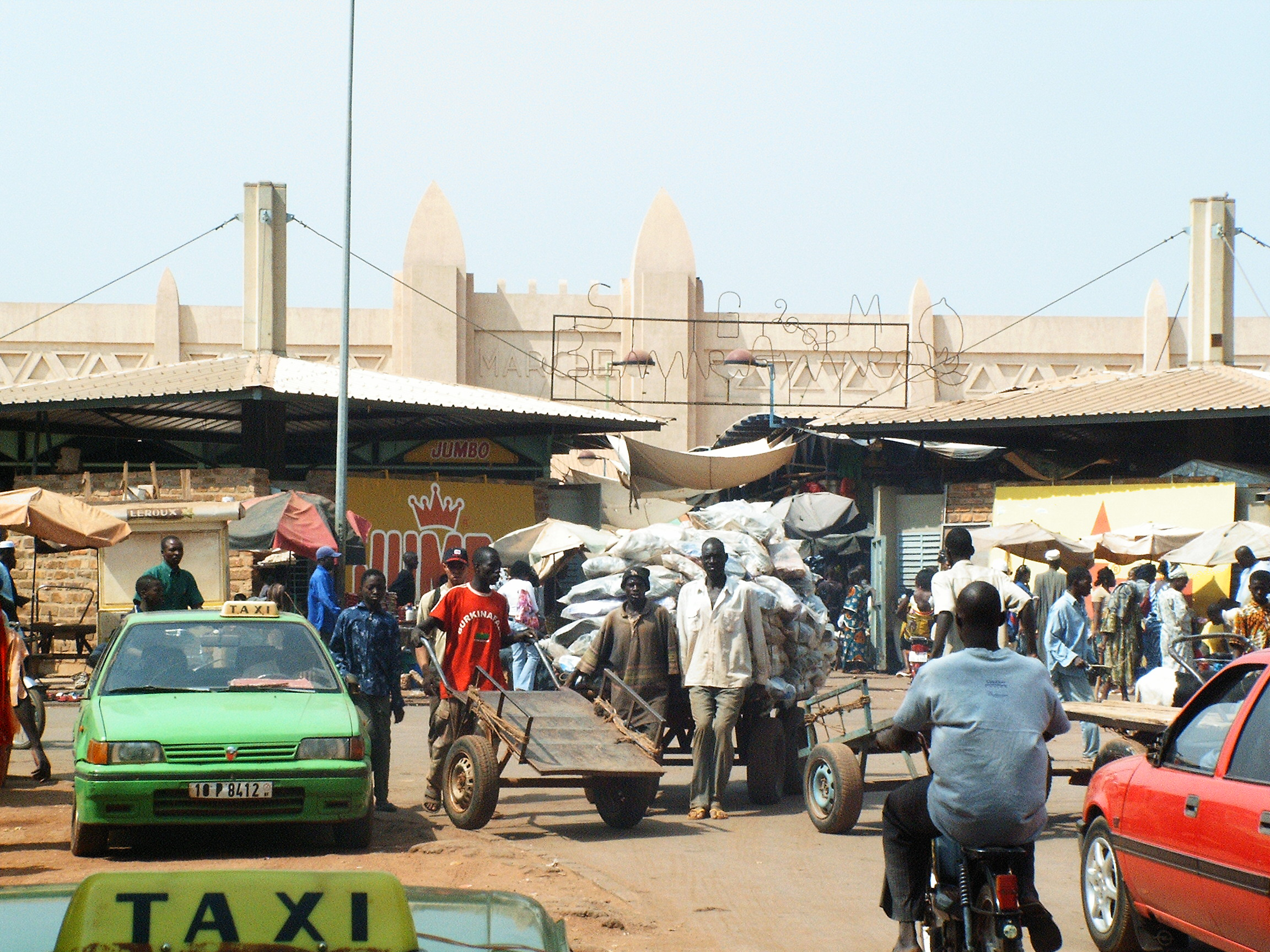
ボボ・ディウラッソ市場

- 北：ブクル・デュ・ムウン地方
- 南東：南西部地方
- 南：カスカード地方
- 西：マリ